# Olympique Riadhi de Mascara
 (décembre 2017).
Si vous disposez d'ouvrages ou d'articles de référence ou si vous connaissez des sites web de qualité traitant du thème abordé ici, merci de compléter l'article en donnant les références utiles à sa vérifiabilité et en les liant à la section « Notes et références ».
Pour les articles homonymes, voir ORM.
Maillots
L'Olympique Riadhi de Mascara (en arabe : أولمبيك الرياضي معسكر), plus couramment abrégé en OR Mascara et plus connu sous le nom d'Olympique de Mascara, est un club de football algérien fondé en 1965 et basé dans la ville de Mascara.
| \| Mascara \| Le club est basé à Mascara , dans la Wilaya de Mascara (a l'ouest de l'Algérie). |
| Mascara                                                                                        |

## Histoire
Le club évolue en deuxième division de 1972-1973, mais sans jamais atteindre la première division.
Actuellement, il évolue en Division d'Honneur Mascara.
1965-1982
sous les commandes de la Société du  SN SEMPAC L'Olympique évolue en division 3 et même accédie en division 2 puis se voit reléguée .
le meilleur joueur d'Algérie de tous les temps Lakhdar Belloumi a fait ses catégorie jeune jusqu'au senior dans les Ranges de l'ORM 
Le club a atteint sa sommet d'or dans les années soixante-dix.
- N.B:le joueur Mohamed Henkouche a joué le tournoi d'Alger avec l'OSM en juillet 1973 contre CS DNC Alger, O.Sempac Alger, O.Sempac Constantine. avant de signe a l'USMBA

1982-1986
après le départ de la Société du  SN SEMPAC.
L'Olympique évolue en division 3 sous le nom ERIAD Sari Mascara jusqu'à la dissolution du club en 1986 à cause des droites d'engagement.
Depuis 2006 (refondation)
Après avoir été absente des compétitions pendant 20 ans, l'Olympique revient a ces activités sous le nom, l'Olympique Riadhi de Mascara.pour la première saison l'ORM est vice-champion du Division de Promotion d'Honneur 2006-2007 et pour la saison 2007-2008 le club est champion et promu au Régional Deux LRF Saida.

## Bilan sportif

### Palmarès
| Compétitions nationales                                                                  | Compétitions Régionales |
| ---------------------------------------------------------------------------------------- | --- |
| - Ligue 2 - Meilleur Classement : - Coupe d'Algérie : - Sezièmes de finaliste : 1971-72. | DNA (D3) (1) - - Champion : Régional 1 (D4) (1) - - Champion : Régional 2 (D5) (1) - - Champion : DH Mascara (D6) (1) - - Champion :2007-08 |

## Parcours

### Classement en championnat par année
- 1968-69 : D4, 1re Division Ouest groupe B, ?e
- 1969-70 : D4, 1re Division Ouest groupe B, 2e
- 1970-71 : D4, 1re Division Ouest groupe, ?e
- 1971-72 : D3, Division d'Honneur Ouest, ?e
- 1972-73 : D3, Division d'honneur Ouest, ?e
- 1973-74 : D3, DH Ouest, ?e
- 1974-75 : D3, DH Ouest, ?e
- 1975-76 : D3, DH Ouest, ?e
- 1976-77 : D3, DH Ouest, ?e
- 1977-78 : D3, DH Ouest, ?e
- 1978-79 : D3, DH Ouest, ?e
- 1979-80 : D3, DH Ouest, ?e
- 1980-81 : D3, DH Ouest, ?e
- 1981-82 : D3, DH Ouest, ?e
- 1982-83 : D3, DH Ouest, ?e
- 1983-84 : D3, DH Ouest, ?e
- 1984-85 : D3, DH Ouest, Groupe C ?e
- 1985-86 : D3, DH Ouest, ?e
- 1986-2006 : ORM Forfait Général
- 2006-07 : D6,PH Mascara 1re
- 2007-08 : D6, DH Mascara 1re
- 2008-09 : D5, R2 Saida groupe, ?e
- 2009-10 : D5, R2 Saida groupe, 14e
- 2010-11 : D6, DH Mascara ?e
- 2011-12 : D6, DH Mascara ?e
- 2012-13 : D6, DH Mascara ?e
- 2013-14 : D6, DH Mascara ?e
- 2014-15[1] : D6, DH Mascara 3e
- 2015-16 : D6, DH Mascara ?e
- 2016-17 : D6, DH Mascara 8e
- 2017-18 : D6, DH Mascara ?e
- 2018-19 : D6, DH Mascara ?e
- 2019-20 : D6, DH Mascara groupe B 2e
- 2020-21 : Saison Blanche
- 2021-22 : D6, DH Mascara groupe A, 10e
- 2022-25 : ORM Forfait Général

### Historique du club en Coupe d'Algérie
Dans l'histoire de la coupe d'Algérie, le OS Mascara obtient son meilleur résultat en atteignant deux fois des Seizièmes de finale, dant une fois en 1971-1972, contre MC Oran. 

#### Parcours de OS Mascara en coupe d'Algérie
| Saison  | Tour                | Matchs              | Résultats           |
| ------- | ------------------- | ------------------- | ------------------- |
| 1968-69 | ?                   | ?                   | ?                   |
| 1969-70 | ?                   | ?                   | ?                   |
| 1970-71 | 1/64 finale         | CR Témouchent       | 4-2                 |
| 1971-72 | 1/16 finale         | MC Oran             | 2-1                 |
| 1972-73 | 1/16 finale         | DNC Alger           | 3-0                 |
| 1973-74 | ?                   | ?                   | ?                   |
| 1974-75 | 1/32 finale         | USM Oran            | 1-0                 |
| 1975-76 | ?                   | ?                   | ?                   |
| 1976-77 | ?                   | ?                   | ?                   |
| 1977-78 | 1/64 finale         | GC Mascara          | 1-0                 |
| 1978-79 | ?                   | ?                   | ?                   |
| 1979-80 | ?                   | ?                   | ?                   |
| 1980-81 | ?                   | ?                   | ?                   |
| 1981-82 | ?                   | ?                   | ?                   |
| 1982-83 | ?                   | ?                   | ?                   |
| 1983-84 | ?                   | ?                   | ?                   |
| 1984-85 | ?                   | ?                   | ?                   |
| 2006-09 | Non Participer (DH) | Non Participer (DH) | Non Participer (DH) |
| 2008-09 | 1re T.R             | MB Hassasna         | 1-0                 |
| 2009-10 | 1re T.R             | HB El Bordj         | ?                   |
| 2010-22 | Non Participer (DH) | Non Participer (DH) | Non Participer (DH) |

### Bilan par compétition
| Compétition     | Saisons | Titres | J   | G   | N   | P   | Bp  | Bc  | Diff. |
| --------------- | ------- | ------ | --- | --- | --- | --- | --- | --- | ----- |
| Ligue 2         | 3       | -      | ... | ... | ... | ... | ... | ... | ...   |
| Division 3      | 14      | ...    | ... | ... | ... | ... | ... | ... | ...   |
| Division 4      | 3       | ...    | ... | ... | ... | ... | ... | ... | ...   |
| Division 5      | 3       | ...    | ... | ... | ... | ... | ... | ... | ...   |
| Division 6      | 10      | ...    | ... | ... | ... | ... | ... | ... | ...   |
| Coupe d'Algérie | 23      | -      |     |     |     |     |     |     |       |
| Total           | 33      | ...    | ... | ... | ... | ... | ... | ... | ...   |

### Statistiques
- 1er match officiel en Histoire du club: Championnat d'Algérie de football Deuxième division Ouest groupe D5 : ? - ORM à ? le 1968
- 1er but en Match officiel :  (Nom du buteur), le 1968

## Personnalités du club

### Présidents du club
- Djab Nacer
- Mekaoui Abdelkader

### Entraîneurs du club
- Sadek Lagha
- Kadda Fezza
- Sid Ahmed Bensafir

## Anciens Joueurs
- Lakhdar Belloumi

## Identité du club

### Les différents noms du club
| Club Omnisports SEMPAC Mascara          |
| 1965 - نادي متعدد الرياضات سامباك معسكر |

| Olympique SEMPAC Mascara    |
| 1972 - أولمبيك سامباك معسكر |

| ERIAD Sari Mascara        |
| 1982 - ارياض السريع معسكر |

| Olympique Raidhi Mascara     |
| 2006 - أولمبيك الرياضي معسكر |

## Autres sections
- Olympique Sempac Mascara (basket-ball) : Champion d'Oranie 1973-1974 et accède en Championnat d'Algérie de basket-ball pour la saison 1974-1975